# Junyō (tàu sân bay Nhật)
Junyō (kanji: 隼鷹, âm Hán-Việt: Chuẩn ưng, nghĩa là "đại bàng") là một tàu sân bay thuộc lớp Hiyō của Hải quân Đế quốc Nhật Bản. Nó được đặt lườn bởi hãng Nippon Yusen Kaisha (Công ty Tàu thủy Thư tín Nhật Bản) tại Nagasaki như một tàu chở hành khách nhanh hạng sang Kashiwara Maru, nhưng được Hải quân Nhật mua lại cùng với chiếc tàu chị em của nó Idzumo Maru vào năm 1940 và được cải biến thành một tàu sân bay.

## Lịch sử hoạt động
Tại mặt trận Thái Bình Dương trong Thế Chiến II, nó bắt đầu tham chiến với một lực lượng không quân phối thuộc bao gồm 21 chiếc máy bay tiêm kích Mitsubishi A5M4 và 17 chiếc máy bay phóng ngư lôi Nakajima B5N2. Vào tháng 5 năm 1942, nó được bố trí để hỗ trợ cuộc tấn công quần đảo Aleut, một chiến dịch diễn ra gần như đồng thời với trận Midway. Vào ngày 3 tháng 6 năm 1942, cùng với tàu sân bay Ryūjō, nó tung ra các đợt không kích nhắm vàocảng Dutch trên đảo Unalaska. Vào ngày 5 tháng 6 nó thực hiện thêm các đợt không kích và bị các máy bay ném bom Mỹ tấn công nhưng không bị thiệt hại.
Sau khi bị mất bốn tàu sân bay hạm đội trong trận Midway, Junyō là một trong bốn tàu sân bay lớn còn lại của Hải quân Nhật (những chiếc kia là Zuikaku, Shōkaku và Hiyō). Điều này đã làm cho Junyō trở thành một chiếc tàu quan trọng, và đã có những nỗ lực lớn lao nhằm cải biến nó thành một tàu sân bay hạm đội, cho dù nó chậm hơn và có một lực lượng không quan quân phối thuộc nhỏ hơn so với những chiếc tàu sân bay được chế tạo chuyên biệt Shōkaku và Zuikaku.
Thuyền trưởng Okada Tametsugu tiếp nhận trách nhiệm chỉ huy vào ngày 20 tháng 7 năm 1942. Vào cuối tháng 10 năm 1942, trong chiến dịch Guadalcanal, Junyō tham gia vào trận chiến quần đảo Santa Cruz. Vào ngày 26 tháng 10 năm 1942, máy bay của nó đã tấn công tàu sân bay USS Enterprise, thiết giáp hạm USS South Dakota và tàu tuần dương hạng nhẹ USS San Juan, và đã đánh trúng được hai chiếc sau.
Vào giữa tháng 11 năm 1942, nó đóng vai trò yểm trợ trên không trong trận hải chiến Guadalcanal kéo dài ba ngày. Vào mùa Xuân năm 1943, máy bay của nó được gửi đếnRabaul cùng với máy bay của các tàu sân bay Nhật Bản khác đặt căn cứ trên đất liền để tấn công các lực lượng đồng Minh tập trung tại Guadalcanal. Vào tháng 6 năm 1943, Junyō giúp bảo vệ một đoàn tàu vận tải quan trọng gửi đến để tăng cường cho lực lượng quân Nhật trên đảo Kiska trong quần đảo Aleut.
Vào ngày 5 tháng 11 năm 1943, ngoài khơi Bungo Suido, Junyō trúng phải một ngư lôi từ chiếc tàu ngầm USS Halibut. Bốn thành viên thủy thủ đoàn thiệt mạng và bánh lái bị hỏng. Junyō phải vào ụ tàu Kure để sửa chữa.
Vào tháng 5 năm 1944, dưới quyền chỉ huy của Thuyền trưởng Shibuya Kiyomi, Junyō tham gia vào chiến dịch A-Go, một nỗ lực đẩy lùi cuộc tấn công được dự đoán của phía Đồng Minh vào Mariana, Palau hoặc Caroline. Trong Trận chiến biển Philippine diễn ra sau đó vào ngày 20 tháng 6 năm 1944, Junyō bị đánh trúng hai quả bom lúc 17 giờ 30 phút. Ống khói và cột ănten của nó bị phá hủy cùng sàn đáp bị hư hại khiến các hoạt động không lực của nó phải ngưng, nhưng nó đã có thể tự rút lui mà không chịu thêm thiệt hại nào khác; không giống như chiếc tàu chị em của nó là chiếc Hiyō bị đánh đắm bởi ngư lôi. Tuy nhiên, đa số máy bay của nó đã bị mất trong trận đánh này.
Sau khi được sửa chữa tại Kure, nó được bố trí đến Philippines. Nhưng vì không có máy bay, nó đã không thể tham gia vào Trận chiến vịnh Leyte và chỉ được giao các nhiệm vụ vận tải.
Vào ngày 3 tháng 11 năm 1944 nó bị chiếc tàu ngầm Mỹ USS Pintado tấn công gần Makung, nhưng chiếc tàu khu trục Akikaze đi theo hộ tống đã cố ý hứng chịu để chặn những trái ngư lôi và bị chìm mà không có người nào sống sót.
Vào ngày 9 tháng 12 năm 1944, Junyō chuyên chở 200 thành viên thủy thủ đoàn sống sót của chiếc thiết giáp hạm Musashi và được tháp tùng bởi chiếc thiết giáp hạm Haruna và các tàu khu trục Suzutsuki, Fuyutsuki và Maki. Lực lượng đặc nhiệm này bị tấn công lúc nửa đêm bởi các tàu ngầm Mỹ Sea Devil, Plaice và Redfish. Junyō trúng phải ba ngư lôi khiến 19 người thiệt mạng và nhiều ngăn bị ngập nước khiến chiếc tàu sân bay bị nghiêng 10°–12° về mạn phải, tuy nhiên chiếc tàu vẫn còn di chuyển được với một động cơ. Chiếc Maki cũng bị hư hại bởi một ngư lôi. Đến 04 giờ 00 lực lượng đặc nhiệm Nhật Bản đi đến vùng nước nông khiến các tàu ngầm Mỹ không thể theo đuổi được nữa.
Junyō được đưa vào ụ tàu Kure, nhưng công việc sửa chữa bị ngừng vào tháng 3 năm 1945. Việc thiếu hụt nguyên liệu, nhiên liệu và máy bay cho tàu sân bay khiến cho không cần có đến những chiếc tàu sân bay hạm đội. Junyō tiếp tục được neo đậu tại Sasebo cho đến khi chiến tranh kết thúc. Nó bị tháo dỡ vào năm 1947.

## Chiếc chuông của tàu Junyō
Chiếc chuông của tàu Junyō được Hải quân Mỹ tìm thấy gần Saipan; nó bị rơi ra khỏi tàu do chấn động của một quả bom nổ. Chiếc chuông được Đô đốc Chester W. Nimitz trao tặng cho trường đại học Fordham vào năm 1944, "như một tưởng niệm cho những người trẻ yêu quý đã hy sinh trong Thế Chiến II" căn cứ theo lời tấm biển kèm theo. Nó được ban phép bởi Hồng y Spellman, Tổng Giám mục New York, và được rung lên lần đầu tiên bởi Tổng thống Hoa Kỳ Harry S. Truman vào ngày 11 tháng 5 năm 1946, nhân dịp kỷ niệm một trăm năm thành lập trường đại học này.

## Danh sách thuyền trưởng
- Shizue Ishii(sĩ quan trang bị trưởng): 1 tháng 10 năm 1941 - 3 tháng 5 năm 1942
- Shizue Ishii: 3 tháng 5 năm 1942 - 20 tháng 7 năm 1942
- Tametsugu Okada: 20 tháng 7 năm 1942 - 12 tháng 2 năm 1943
- Mitsuru Nagai: 12 tháng 2 năm 1943 - 25 tháng 12 năm 1943
- Kiyomi Shibuya: 25 tháng 12 năm 1943 - 19 tháng 12 năm 1944
- Sasebo Dockyard: 19 tháng 12 năm 1944 - 12 tháng 5 năm 1945
- Tomiyoshi Maehara: 12 tháng 5 năm 1945 - 15 tháng 8 năm 1945

## Tên gọiHayataka
Junyō đôi khi được dẫn ra trong các nguồn tài liệu của Mỹ trong giai đoạn Thế Chiến II như là Hayataka. Có sự nhầm lẫn này là do đọc tên con tàu viết bằng các ký tự Kanji theo cách kun-yomi (隼鷹 còn có thể đọc là hayataka), thay vì theo cách on-yomi; được chuyển cho những người thẩm vấn Mỹ từ các tù binh chiến tranh Nhật sau trận Midway.